# 伊曼努尔·康德
伊曼努尔·康德（德語：Immanuel Kant；1724年4月22日—1804年2月12日），啟蒙時代德意志哲学家，德国古典哲学创始人，其學說深深影響近代西方哲學，並開啟了德国唯心主义和康德義務主義等諸多流派。 并且影响后世，诞生了新康德主义。康德是啟蒙運動時期最後一位主要哲學家，是德國思想界的代表人物。他調和了勒內·笛卡兒的理性主義與法蘭西斯·培根的經驗主義，被认为是繼蘇格拉底、柏拉圖和亞里士多德後，西方最具影響力的思想家之一。
康德有其自成一派的思想系統，其中核心的三大著作被合稱為「三大批判」，即《純粹理性批判》、《實踐理性批判》和《判斷力批判》，這三部作品有系統地分別闡述他的知識學、倫理學和美學思想。《純粹理性批判》尤其得到學術界重視，標誌著哲學研究的主要方向由本體論轉向認識論，是西方哲學史上劃時代的巨著。此外，康德在宗教哲學、法律哲學和歷史哲學方面也有重要論著。康德哲学理论的一个基本出发点是，认为将感性直观（经验）转化为知识的能力——纯粹知性概念（即“范畴”），以及将知识外的理念（如上帝，靈魂不朽，自由意志）加以实践的能力——纯粹理性概念，都是理性的功能，是人与生俱来的，没有它们我们就无法理解世界。
他的認識論与倫理學分别是论证知识和道德的，他批判和吸收了英国经验主义（休谟、贝克莱）与欧陆的理性主义（主要是沃尔夫-莱布尼兹的理性传统），对德国唯心主义（费希特和黑格尔）与浪漫主义影响深远。認識論(《純粹理性批判》)與倫理學(《實踐理性批判》)構成康德哲學的两大部分，前者关于「现象界」；后者关于「意志自由」是对立和二分的。两者的中介成为康德“批判哲学”的终结思，自然与自由的沟通和统一就在于《判斷力批判》中。此外他还曾针对太阳系的形成提出第一个现代的理论解释，即康德-拉普拉斯假设。

## 生平

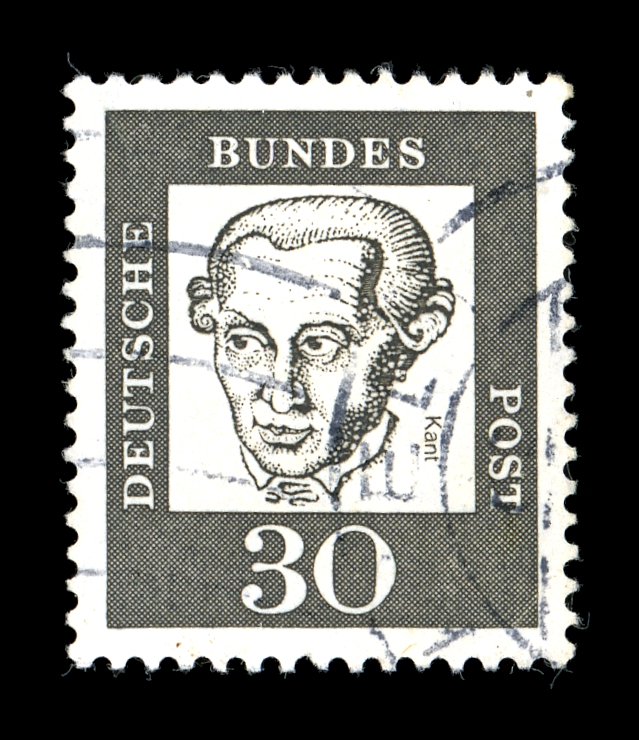
德國郵政發行的康德郵票

德國詩人海因里希·海涅在《德國宗教及哲學史概觀》中概括了康德的一生。
|  | 記述康德傳記是困難的。為甚麼呢？因為他沒有生活，也沒有事件。他在柯尼斯堡閑靜偏僻的小路上，度過了機械地定規的差不多是抽象的獨身生活。…這個人外面的生活，和他那破壞的、粉碎世界的思想，是奇妙的對照！…思想界偉大破壞者康德，在恐怖主義上，是遠為罗伯斯比尔所不及的。 |

康德終生恪守書齋，從未參與任何重大的現實鬥爭。縱觀其一生，學術乃是生活中第一大事，餘皆庸常。哲學自然是他至高的成就，不過其研究並不完全以之為主線。他畢生追求真理，不斷改進他的學說，使其更加精確，日益完美。而這個無比豐富的精神世界就體現在個人著述和教學中。

### 早年：1724－1746

柯尼斯堡市徽：3塊盾牌象徵克奈普霍夫、柯尼斯堡老城和勒伯尼希特的聯合

#### 家鄉
康德是柯尼斯堡最值得驕傲的兒子。然而1724年4月22日清晨5點當他在普列戈利亞河上的克奈普霍夫島降生之時，這座城市還尚未設立。直至6月13日，島上市鎮才正式與河北岸的柯尼斯堡老城和勒伯尼希特併為一處。
新城的規模和人口超過了首都柏林，是普魯士王國最大的城市。與東普魯士其他城市一樣，儘管商路繁盛、產業興旺，但是受軍國政策拖累，居民生活困苦。城中大學是波羅的海教育中心，在腓特烈·威廉一世治下因大幅削減經費而導致學術水準下降。

#### 家世
市民來自德語區全境，宗教改革引發遍及歐洲的異端迫害之後，也出現了外邦人。康德的曾祖父就不會說德語，有波羅的海沿岸血統。祖父成為一名皮匠，把手藝傳授給康德的父親喬治，二人都擅長製作皮面馬鞍。喬治移居柯尼斯堡馬鞍匠大街（Sattlerstraße），與同樣出身皮匠世家的康德母親安娜成婚。妻方的其他親屬也從事染色、鞣製、製鞋等皮革相關行業。
與德國啓蒙運動時期的諸多學者和偉人一樣，康德出身贫寒。喬治夫婦一共生育了9個孩子，伊曼努尔·康德排行第四，但除他之外祇有一個姊姊、兩個妹妹和一個弟弟活到成年。他的全家都是虔誠的新教徒，康德在出生翌日就受洗，而且由於其生日是普魯士曆的「以馬內利日」，得到教名以馬內利（Immanuel），並且成為他日後的名字。
母親對他影響尤其深遠。康德在自傳中寫到：「她為我種下第一粒善的種子，使我的心靈朝向大自然，喚醒並擴大了我的智力，她的教誨對我一生都有極大的影響」。母親很珍視這個身體羸弱的兒子，還引導他皈依虔敬主義。康德在成年後很重視虔誠派的道德修養。

#### 教育
幼年康德向牧師弗朗茨·阿爾伯特·舒爾茨學習。1732年，康德在母親的支持下進入舒爾茨任校長的腓特烈學院（拉丁語：Collegium Fridericianum），著重接受拉丁文的教育。
1740年进入柯尼斯堡大學。根據康德自傳，他先是攻讀神學，但是相關的文件已經遺失，無法查證。值此同時，腓特烈·威廉一世駕崩，個人素養很高、較為支持科學的腓特烈二世繼位，普魯士的學術發展面臨轉機。康德在大學裡面很快對自然科學產生濃厚興趣，同時學習了哲學、物理和數學。邏輯與形而上學教授馬丁·克努岑向他介紹萊布尼茨和牛頓的學說。
康德在大學四年級開始撰寫物理學論文，由於母親已經身故，家中財力不支，他經常中斷學業，接受救濟。1746年，康德完成第一篇作品《論對活力的正確評價》（Gedanken von der wahren Schätzung der lebendigen Kräfte）。所謂「活力」（lebendige Kraft），就是動能，康德試圖調解笛卡兒和萊布尼茨的關於動能與速度還是速度平方成正比的矛盾，他建議分情況使用兩個公式。這篇論文沒有選用拉丁語，而是以德語寫成。
同年，康德父親身故，而他的全部論文都不被克努岑接受，所以康德中斷學業，外出謀生。

### 離鄉任教：1747－1756
按照當時德國貧窮大學生的習慣，康德離開柯尼斯堡，在鄉村擔任私人教師。這一傳統一直延續到費希特、謝林和黑格爾的時代。諸位大師無不於此積蓄力量，深化研究。
康德雖然離開故居，卻並未遠遊，始終不曾踏出國境線一步，可是這已經是他一生中離開家鄉最遙遠的時光了。1747年，他先在靠近古姆比年（Gumbinnen）的約德辰（Judtschen），給牧師安德施的三個兒子授課。立陶宛的原有居民在1709年鼠疫爆發後所剩無幾，遷入了法屬瑞士的移民，牧師因為語言不同，需要常常借助康德用德語佈道。康德自此產生了對立陶宛文化的興趣，並且伴隨終生。1750年夏，康德到奧斯德羅德的地主家任教，他最小的學生就是日後解放農奴的喬治·腓特烈。康德的第三任教職在凱瑟林伯爵家中，現存的最早康德畫像就出於凱瑟林伯爵之手。康德不僅在鄉村取得了教學經驗，還豐富了生活閱歷，為學術活動打下基礎。
康德認為這一段私人教師生涯是其一生中最為安穩與富裕的時光。他不僅有可供自由支配的時間，收入也比此後相當一段時期豐厚，可以負擔兩個房間的租金和一名僕役的工資。

### 返鄉任教：1755－1769
1755年康德出版其第一部重要著作《自然通史和天體理論》。一如康德的其他早期著作，本書的原名極長，《自然通史和天體理論，或者根據牛頓定律試論整個宇宙的結構及其力學起源》。康德指出不能因為宇宙秩序井然而推斷上帝必然存在，因為只要自然界受必然規律支配，它就可以自發地從混沌發展到當下的完美程度。同時，康德認為上帝作為宇宙的設計者仍然有存在的理由。本書堪稱自然哲學的絕唱。書中還提出康德-拉普拉斯假設。
1755年，康德重返柯尼斯堡大学，4月17日，提交拉丁語論文《論火》（De igne），取得學位答辯資格，四週後通過與論文內容無關的答辯，取得碩士（Magister）學位，相當於今天的博士。6月12日舉行學位授與儀式，康德以拉丁語致辭感謝。
為了取得在大學授課的權利，康德提交了第二篇拉丁語論文《對形而上學認識論基本原理的新解釋》（Principiorum primorum cognitionis metaphysicae nova dilucidatio），9月27日通過答辯會。自此，康德成為講師，也就是編制之外的私募教師，其薪俸由願意選課的學生負擔。康德旋即開始授課，聽眾很多，由於大學教室不足，他就在寄居的教授家中開講。
1756年4月，康德致函國王，希望遞補教授空缺，並且照例提交論文《物理單子論》（Mona dologia physica）。雖然論文得到贊許，但是因為當局取消了補缺制，康德一無所獲。
教學工作是極為繁忙的：康德任教自然地理學、數學、力學、工程學、倫理學、自然科學、物理學、修辞學等學科，根據國外多本康德傳記，列了一張最繁忙的一天的時間表：8-9時邏輯學、9-10時力學、10-11時理論物理學；下午2-3時自然地理、3-4時數學。
康德本人最為喜愛自然地理學，認為它是歷史的基礎。他首先將地理獨立出來，作為一門主要課程教授。可是地理學沒有教科書，也沒有綜合性著作，康德也無法以實地經驗加以補充，他完全依靠個人豐富的學識以及精彩的講解吸引學生。地理學著作是彼得堡科學院遴選康德為院士的首要因素。
普魯士在七年戰爭中的慘敗，使整個東普魯士被俄羅斯佔領。1758年1月22日，俄軍進駐柯尼斯堡，1月24日，包括康德在內的全體市民向女皇伊麗莎白·彼得羅芙娜效忠。大學由俄方接管，運轉照常，並且幸運地因此沒有捲入戰火。康德於12月14日改為向女皇申請教授席位，可惜未能成功。
1762年戰爭結束，柯尼斯堡和平移交給普魯士。康德在夏末得到盧梭的著作《愛彌兒》，據傳他為此打破了外出散步的慣例。從此在他的工作室中出現了唯一的一件裝飾品：盧梭的肖像。康德認為盧梭發現了人類共有的天性，可以與發現自然規律的牛頓並論。但是深通不同民族生活狀況的康德並沒有陷入盧梭回歸自然的道路，他認為北極的遊牧生活同宮廷生活一樣鄙俗而不自然。是年冬季，發表手冊《三段論法四格的詭辯》（Die falsche Spitzfindigkeit der vier syllogistischen Figuren erwiesen），批判形式邏輯，試圖解釋判斷形成的原因。同時完成普魯士科學院徵文《對自然神論和道德原則的明晰性的研究》（Untersuchungen über die Deutlichkeit der Grundsätze der natürlichen Theologie und der Moral），指出不能將真理和善、知識和道德混為一談。
1770年康德被任命为逻辑和形而上学教授；1786年升任柯尼斯堡大学校长；1797年辞去大学教职；1804年2月12日因衰竭而病逝。
康德在柯尼斯堡大学任教期间先后当选为柏林科学院、彼得堡科学院、科恩科学院和意大利托斯卡那科学院院士。康德终生没有离开过柯尼斯堡。
康德的生活十分有规律，以至当地的居民在他每天下午3点半散步经过时来对表，唯一的一次例外是因为读卢梭的《爱弥儿》入迷，以致错过了散步的时间。或许正是因为这种有规律的生活方式，康德很少受到疾病的折磨（康德自幼身体孱弱，然而却享年80岁，或许也与此有关）。不过康德是一个非常好交际的人，十分健谈，经常邀请客人与他共进晚餐。讲究吃喝，对美食有特别的偏好。
康德的一生可以以1770年为标志分为前期和后期两个阶段，前期主要研究自然科学，后期则主要研究哲学。前期的主要成果有1755年发表的《自然通史和天体论》，其中提出了太阳系起源的星云假说。在后期从1781年开始的9年里，康德出版了一系列涉及领域广阔、有独创性的伟大著作，给当时的哲学思想带来了一场革命，它们包括《纯粹理性批判》（1781年）、《实践理性批判》（1788年）和《判断力批判》（1790年）。“三大批判”的出版标志着康德哲学体系的完成。三大批判分別探討了認識論、倫理學以及美學。
政治上，康德是一名自由主义者，他支持法国大革命以及共和政体，在1795年他还出版过《论永久和平》一书，提出议制政府与世界联邦的构想。其生前最后一本代表性的著作是《人類學》（1798年），一般認為其是對其整個學說的概括和總結。
康德晚年已经以一名出色的哲学家闻名于世，他去世后，人们为他举行了隆重的葬礼，把他安葬在哥尼斯堡大教堂。康德终身未婚。

## 哲学思想综述
在康德所处的时代，欧洲哲学思想主要有两种重要理论：由约翰·洛克、大卫·休谟等人发展出来的经验主义，以及笛卡儿等人的理性主义。经验主义者认为人类对世界的认识与知识来源于人的经验，而理性主义者则认为人类的知识来自于人自身的理性。而康德则在一定程度上接合了两者的观点。

### 純粹理性批判

#### 先天综合判断
在第二版序言，康德做出一个假设：“不是知识必须符合对象，而是对象必须符合认识主体的先天认识形式。”，這一新思路，就好像哥白尼从地心说转变成了日心说，被称之为哲學界的“哥白尼革命”。所以，“人为自然立法”是康德哲学观中一个重要命题。哲学的许多基本概念甚至日常使用的基本概念都是“先天综合性的”自明性概念，如“雨”、“天”、“生”、“死”、“1+1=2”、“灵魂”，等等，正如康德所说的这些概念是“人为自然立法”的产物，也就是不能再加以追溯的人类“先验原则”所构成的基本理式——精神性结构。
康德提出了「先天综合判断」，「先天综合判断」这个概念来自于休谟的综合命题与分析命题的区分。休谟认为分析命题是谓词包含在主词之中，比如「人都是会死的」，「死」包含在「人」这个概念之中，所以一切分析命题都是必然命题，也就是先天的；综合命题的主词与谓词没有先天的逻辑关系，比如「人坐在椅子上」，休谟称之为偶然命题、也同时是后天命题。康德为了寻求既是先天必然的，又对经验世界起作用的知识，提出了「先天综合判断」。康德不认为所有综合命题都是后天的，而一些先天的综合命题就是「先天综合判断」。
|          | 分析判断 | 综合判断 |
| -------- | -------- | -------- |
| 先天判断 | 存在     | 存在     |
| 后天判断 | 不存在   | 存在     |

在導言中，康德提出了全書的總纲：純粹理性的總任務是要解決“先天的綜合判斷”如何可能的問題。他将先天综合判断分为了三类：数学判断、自然科学判断和形而上学判断。並按這總問題細分了以下的三個問題：1.纯粹數學如何可能？2.纯粹自然科學如何可能？3.形而上學作為科學如何可能？
康德把全書大致的分為了五部份：“1.先驗感性論，2.先驗邏輯論，3.先驗分析論，4.先驗辯證論，5.先驗方法論”

#### 先驗感性論
“先驗感性論”主要是闡明只有通過人的感性知識(接受能力)所先天具有的直觀形式，即“空間”和“時間”兩大要素，去整理自在之物（的表象，即现象界）刺激感官的感覺材料，才能獲得確定的感性知識；同時，空間和時間也是數學知識的先天直觀形式。

#### 先驗邏輯論
“先驗邏輯論”的導言闡明“感性必須與知性結合，直觀必須與思維結合，才能產生自然科學的知識”，因而必須有一門不同於形式邏輯的先驗邏輯來探討知性的結構及其運用於經驗對象時的各種原理。先驗邏輯立足於知識與對象的關係，即知識的內容，而不是單純的思維形式，這標誌著辯證邏輯在近代的萌芽。

#### 先驗分析論
“先驗分析論”（真理的邏輯）闡明了知性的先天概念和先天原理是自然科學之所以可能的根據和條件。在概念分析論中，通過對知性判斷中的邏輯機能的分析。而先驗分析論當中的原理分析論主要闡明了知性指導判斷力把範疇運用於現象的法規。

#### 先驗辯證論
“先驗辯證論”（幻相的邏輯）主要闡明了理性不可避免地要超越現象去認識的本體，由此產生的作為自然傾向的形而上學只不過是一些先驗的幻相，而不可能是真正的科學。康德在先驗辯證論的導言之中指出，理性這種推广能力由於要從有條件者出發通过推論去認識無條件者。

#### 先驗方法論
先驗方法論首先闡明，純粹理性的經驗使用雖然有正確的使用法規（知性的先更原理），但其理論的（思辨的、先驗的）奧用卻沒有法規可言，因而必須對其先驗使用方法(從定義出發的獨斷論、從正反兩方爭辯並互相證偽懷疑論方法、還有假設和證明的方法等四個方面)加以訓練，確立一些「消極的」規則，以限制純粹理性的擴充到可能經驗之外的傾向，從而為建立一種有關經驗的形而上學準備了方法論的原則。

#### 知識論要義與其他
康德认为知识是人类同时透过感官与理性得到的。经验对知识的产生是必要的，但不是唯一的要素。把经验转换为知识，就需要理性（康德与亚里士多德一样，将这种理性称为“范畴”），而理性则是天赋的。人类通过范畴的框架来获得外界的经验，没有范畴就无法感知世界。因此范畴与经验一样，是获得知识的必要条件。但人类的范畴中也有一些可以改变人类对世界的观念的因素，他意识到，事物本身与人所看到的事物是不同的，人永远无法确知事物的真正面貌。
而时间和空间在康德看来是两个先天特殊的概念。在《纯粹理性批判》一书中康德指出，没有人可以想像一个存在于没有时间与空间的世界中的物体，因此他强调没有时间与空间，经验就是不可能的，这两者先于一切经验。
此外康德也认为经验必需来自于心灵以外。也就是说，一个人可以感知、理解他周围的世界，但永远无法感知、理解自己本身，因为知识的产生需要时间、空间与范畴三个要件。
在因果律方面，康德也推翻了休谟的观点。休谟认为因果律并不存在，人类只是由于习惯才认为两个现象之间有关联。也就是说，我们只能感知白球与黑球的运动，但却无法感知白球导致黑球移动的肇因。正是因为我们无法感知因果律本身，所以休谟认为我们无法证明因果律的存在。但是康德认为因果律是人类理性的结果，康德赞同休谟认为因果律不来自于经验，但他相信可以证明自然法则，因为自然法则就是人类认知的法则。因果律其实就是人类理性的表现。
在宗教问题上，康德承认无论是经验还是理性都无法证明上帝的存在。但是他认为，为了维护道德的缘故，我们必须假设上帝与灵魂的存在。他把这些信仰称为“实践的设准”，即一个无法证明的假设，但为了实践的缘故该假设必须成立。
康德維護人的尊严，强调「人是目的本身而不是手段」。

### 實踐理性批判
伦理学方面，康德否定意志受外因支配的说法，而是认为意志是与生俱来的，而不是从后天获得。这套自然法则是无上命令，适用于所有情况，是普遍性的道德准则。康德认为真正的道德行为是纯粹基于义务而做的行为，而为实现某一个个人功利目的而做事情就不能被认为是道德的行为。因此康德认为，一个行为是否符合道德规范并不取决于行为的后果，而是采取该行为的动机。康德还认为，只有当我们遵守道德法则时，我们才是自由的，因为我们遵守的是我们自己制定的道德准则，而如果只是因为自己想做而做，则没有自由可言，因为你就成为各种事物的奴隶。

## 康德生前发表的著作
按照时间顺序，分中文、德文和英文的开列。其中包括康德著作最初版本信息、 德文标准版“科学院版”（Kant's gesammelte Schriften,缩写为AK）的页码以及当前英美学界已经通行“剑桥版康德著作集”（Cambridge Edition of the Works of Immanuel Kant）中的页码。
| 时间 | 中文名                                                         | 德文名                                                                                    | 英文名                                           |
| ---- | -------------------------------------------------------------- | ----------------------------------------------------------------------------------------- | ------------------------------------------------ |
| 1749 | 论活力的正确评价                                               | Gedanken von der wahren Schätzung der lebendigen Kräfte                                   | Thoughts on the True Estimation of Living Forces |
| 1755 | 自然通史和天体理论                                             | Allgemeine Naturgeschichte und Theorie des Himmels                                        | Universal Natural History and Theory of Heaven   |
| 1762 | 四个三段论格的错误烦琐                                         | Die falsche Spitzfindigkeit der vier syllogistischen Figuren                              |                                                  |
| 1763 | 证明上帝存在惟一可能的证据                                     | Der einzig mögliche Beweisgrund zu einer Demonstration des Daseins Gottes                 |                                                  |
| 1763 | 将负值概念引入世俗智慧的尝试                                   | Versuch den Begriff der negativen Größen in die Weltweisheit einzuführen                  |                                                  |
| 1763 | 关于自然神论与道德的原则之明晰性的研究                         | Untersuchung über die Deutlichkeit der Grundsätze der natürlichen Theologie und der Moral |                                                  |
| 1764 | 论优美感与崇高感                                               | Beobachtungen über das Gefühl des Schönen und Erhabenen                                   |                                                  |
| 1768 | 论空间中方位区分的最初根据                                     | Vom ersten Grunde des Unterschiedes der Gegenden im Raume                                 |                                                  |
| 1770 | 论感性世界和理智世界的形式与原则                               | Von der Form der Sinnen- und Verstandeswelt und ihren Gründen                             |                                                  |
| 1781 | 纯粹理性批判                                                   |                                                                                           |                                                  |
| 1783 | 任何一种能够作为科学出现的未来形而上学导论（未来形而上学导论） |                                                                                           |                                                  |
| 1784 | 关于一种世界公民观点的普遍历史的理念                           |                                                                                           |                                                  |
|      | 回答这个问题：什么是启蒙？                                     |                                                                                           |                                                  |
| 1785 | 约·戈·赫尔德的《人类历史哲学的理念》书评：第一、二部           |                                                                                           |                                                  |
| 1785 | 道德形上學基礎                                                 |                                                                                           |                                                  |
| 1786 | 自然形而上学基础                                               |                                                                                           |                                                  |
| 1786 | 人类历史开端的推测                                             |                                                                                           |                                                  |
| 1787 | 纯粹理性批判（第二版）                                         |                                                                                           |                                                  |
| 1788 | 实践理性批判                                                   |                                                                                           |                                                  |
| 1790 | 判断力批判                                                     |                                                                                           |                                                  |
| 1793 | 单纯理性界限内的宗教                                           |                                                                                           |                                                  |
| 1793 | 论俗语：这在理论上可能是正确的，但不适用于实践?                |                                                                                           |                                                  |
| 1795 | 论永久和平                                                     |                                                                                           |                                                  |
|      | 道德形而上学                                                   |                                                                                           |                                                  |
| 1798 | 学科之争                                                       |                                                                                           |                                                  |
| 1798 | 实用人类学                                                     |                                                                                           |                                                  |
| 1802 | 自然地理学                                                     | Physische Geographie,hrsg.Rink                                                            |                                                  |
| 1803 | 论教育学                                                       | Uber Pedagog,hrsg.Rink                                                                    |                                                  |

## 康德著作的英文翻译
- The Science of Right, translated by W. Hastie
- Prolegomena to Any Future Metaphysics, by James Fieser, based on Paul Carus's 1902 translation
- Critique of Pure Reason, translated by Norman Kemp Smith
- Critique of Practical Reason

### 引用
1. ↑  Frederick C. Beiser, German Idealism: The Struggle Against Subjectivism, 1781–1801, Harvard University Press, 2002, part I.
2. ↑  Rockmore, Tom. . Rowman & Littlefield. 2004: 65. ISBN 978-0-7425-3427-8 （英语）.
3. ↑  Oberst, Michael. . History of Philosophy Quarterly. 2015, 32 (4): 335–52.
4. ↑  Hanna, Robert. . Philosophical Studies. January 2008, 137 (1): 41–64. doi:10.1007/s11098-007-9166-0 （英语）.
5. ↑  Hanna, Robert. . Zalta, Edward N.  (编). .   [20 August 2018]. （原始内容存档于11 June 2018） （英语）.
6. ↑  Santos, Robinson dos; Schmidt, Elke Elisabeth. . Walter de Gruyter GmbH & Co KG. 2017: 199. ISBN 978-3-11-057451-7. Kant is an indirect realist.
7. ↑  .   [29 April 2020]. （原始内容存档于1 November 2019） （英语）.
8. ↑  David, Marian. . Zalta, Edward N.  (编).  Fall 2016. Metaphysics Research Lab, Stanford University. 2002-05-10  [2019-10-18]. （原始内容存档于14 February 2014） （英语）.
9. ↑  Hanna, Robert, Kant, Science, and Human Nature. Clarendon Press, 2006, p. 16.
10. 1 2 3  Bird, Otto Allen.  [伊曼努爾·康德：簡述，背景與早年歲月]. Encyclopædia Britannica. Encyclopædia Britannica, Inc.  [2013-07-31]. （原始内容存档于2015-04-30） （英语）.
11. 1 2  Hinske, Norbert.  [康德，伊曼努尔]. Neue Deutsche Biographie 11. 1977  [2013-07-28]. （原始内容存档于2021-02-05） （德语）.
12. 1 2  李泽厚. . 人民出版社. 1984-6: 444. CSBN 2001·175.
13. ↑  Heine, Heinrich.  [第二章].  [德國宗教及哲學史概觀].  [1834]  [2013-07-28]. （原始内容存档于2014-08-22） （德语）. Die Lebensgeschichte des Immanuel Kant ist schwer zu beschreiben. Denn er hatte weder Leben noch Geschichte. Er lebte ein mechanisch geordnetes, fast abstraktes Hagestolzenleben, in einem stillen abgelegenen Gäßchen zu Königsberg, einer alten Stadt an der nordöstlichen Grenze Deutschlands. … Sonderbarer Kontrast zwischen dem äußeren Leben des Mannes und seinen zerstörenden, weltzermalmenden Gedanken! … Wenn aber Immanuel Kant, dieser große Zerstörer im Reiche der Gedanken, an Terrorismus den Maximilian Robespierre weit übertraf, so hat er doch mit diesem manche Ähnlichkeiten, die zu einer Vergleichung beider Männer auffordern.譯文參考1936年辛人譯本
14. ↑  韓水法 1997，第239頁.
15. ↑  古留加 1992，第2頁.
16. ↑  Akyol, Cigdem. . DIE WELT (Berlin: Axel Springer). 2008-08-30  [2013-07-30]. （原始内容存档于2021-02-05） （德语）.
17. 1 2 3  Vorländer.  [柯尼斯堡市].  [伊曼努爾·康德其人其書]. 1924  [2013-07-30]. （原始内容存档于2021-02-05） （德语）.
18. ↑  Vorländer.  [東普魯士].  [伊曼努爾·康德其人其書]. 1924  [2013-07-30]. （原始内容存档于2021-02-05） （德语）.
19. 1 2  古留加 1992，第5頁.
20. ↑  韓水法 1997，第6-8頁.
21. ↑  《德國古典哲學奠基人：康德》，易杰雄著，第37頁
22. 1 2   [七年戰爭]. Preußen Web.   [2013-07-29]. （原始内容存档于2006-09-15） （德语）.
23. ↑  古留加 1992，第40頁.
24. ↑  傅佩榮. . . 台北: 天下文化. 2020-04-30. ISBN 9789864799671 （繁體中文）.
25. ↑  （德）康德，邓晓芒译. . : 15（BXVI). ISBN 7-01-004059-1.
26. ↑  参考康德《纯粹理性批判》，蓝公武译，商务印书馆，1960年3月出版（哲学界一直认为这是最过硬的汉语译本）
27. ↑  .   [2021-06-18]. （原始内容存档于2022-04-08）.